# Коктерецький сільський округ (Уаліхановський район)
Коктере́цький сільський округ (каз. Көктерек ауылдық округі, рос. Коктерекский сельский округ) — адміністративна одиниця у складі Уаліхановського району Північноказахстанської області Казахстану. Адміністративний центр — село Мортик.
Населення — 643 особи (2021; 1001 у 2009, 1611 у 1999, 2500 у 1989).
Станом на 1989 рік існували Єльтайська сільська рада (села Карамирза, Коктерек, Тоспа) та Новокрасновська сільська рада (село Новокрасновське). Село Карамирза було ліквідовано 2024 року.

## Склад
До складу округу входять такі населені пункти:
| Населений пункт | Старі назви     | Населення, осіб (1989) | Населення, осіб (1999) | Населення, осіб (2009) | Населення, осіб (2021) |
| --------------- | --------------- | ---------------------- | ---------------------- | ---------------------- | ---------------------- |
| Карамирза, село | -               | 225                    | 166                    | 85                     | 4                      |
| Коктерек, село  | -               | 890                    | 470                    | 321                    | 251                    |
| Мортик, село    | Новокрасновське | 1196                   | 975                    | 595                    | 388                    |
| Тоспа, село     | -               | 189                    | -                      | -                      | -                      |